# Dacia Dokker
La Dacia Dokker, Renault Dokker o Nuevo Renault Kangoo -según el mercado- es una furgoneta pequeña del fabricante de automóviles rumano Dacia. Se fabrica desde mediados de 2012 hasta 2021 en Tánger, Marruecos, y desde inicios de 2018 en Córdoba, Argentina bajo la marca Renault. Complementa al Dacia Logan MCV y el Dacia Lodgy. Entre sus rivales se encuentran las Fiat Doblò, Peugeot Partner, Citroën Berlingo, Ford Connect, Opel Combo y Volkswagen Caddy.
La Dokker comparte la plataforma del Lodgy, además del Dacia Logan y Dacia Sandero de segunda generación. Tiene el mismo frontal y batalla del Lodgy, aunque es más alto y corto.
Se ofrece en versiones de pasajeros de cinco plazas y de carga de dos plazas ("Dokker Express" o "Dokker Van"). Existe en versiones de una y dos puertas laterales corredizas, y el portón trasero es de dos hojas verticales.
Sus motores de gasolina son un 1,6 litros atmosférico de 86 CV y un 1,2 litros turboalimentado de 117 CV. El Diesel es un 1,5 litros de 76 o 91 CV, ambos con turbocompresor.
La Renault Dokker se ofrece en Chile, donde comparte catálogo con la Renault Kangoo II ubicada por debajo de esta y es distinta estéticamente al modelo ensamblado en Argentina, de igual manera se ofrece en Emiratos Árabes siendo esta solo un Dacia Dokker con el logo de Renault
A partir de 2018 se ha empezado a ensamblar en la ciudad de Córdoba, Argentina, como Nuevo Renault Kangoo. La misma será vendida con emblemas Renault y será destinada su comercialización a países de Sudamérica (excepto Chile), Centroamérica y México. Como novedad se agrega la versión Stepway, siendo el segundo modelo con este apellido dentro de la gama Renault después del Sandero, donde se caracteriza por agregar paneles de color negro y un espacio más elevado de la carrocería del suelo.

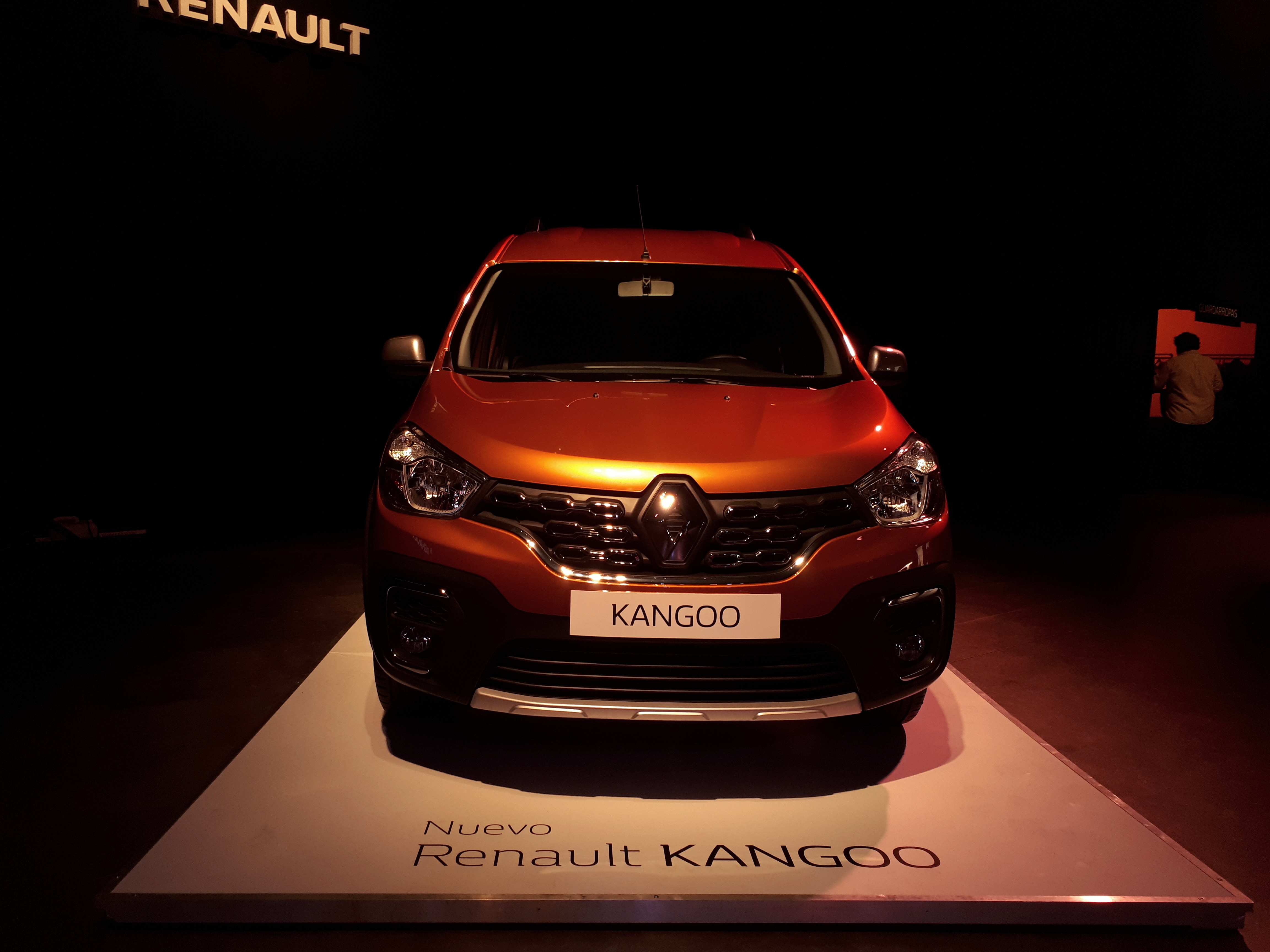
Dacia Dokker con emblemas Renault. Fabricado en Córdoba, Argentina.

## Motorizaciones
| Periodo                        | 2012-2015             | 2015-presente         | 2014-2015                    | 2015-presente                | 2013-2015                        | 2015-presente                    |                       |                       |                       |                       |
| Tipo de motor                  | L4 16v                | L4 16v                | L4 16v, preparación para GLP | L4 16v, preparación para GLP | L4 16v, inyección directa, turbo | L4 16v, inyección directa, turbo |                       |                       |                       |                       |
| Diámetro x carrera             | 79.5 mm x 80.5 mm     | 79.5 mm x 80.5 mm     | 79.5 mm x 80.5 mm            | 79.5 mm x 80.5 mm            | 72.2 mm x 73.2 mm                | 72.2 mm x 73.2 mm                |                       |                       |                       |                       |
| Cilindrada                     | 1598 cm³              | 1598 cm³              | 1598 cm³                     | 1598 cm³                     | 1199 cm³                         | 1199 cm³                         |                       |                       |                       |                       |
| Relación de compresión         | 9.8: 1                | 9.8: 1                | 9.8: 1                       | 9.8: 1                       | 10.0: 1                          | 10.0: 1                          |                       |                       |                       |                       |
| Potencia máxima: CV (kW) @ rpm | 83 CV (61 kW) @ 5000  | 102 CV (75 kW) @ 5500 | 80 CV (59 kW) @ 5000         | 98 CV (72 kW) @ 5500         | 115 CV (85 kW) @ 4500            | 115 CV (85 kW) @ 4500            |                       |                       |                       |                       |
| Par máximo: Nm @ rpm           | 134 Nm @ 2800         | 156 Nm @ 4000         | 131 Nm @ 2800                | 156 Nm @ 4000                | 190 Nm @ 2000                    | 190 Nm @ 1750                    |                       |                       |                       |                       |
| Tracción                       | Delantera             | Delantera             | Delantera                    | Delantera                    | Delantera                        | Delantera                        | Delantera             | Delantera             | Delantera             | Delantera             |
| Transmisión                    | Manual, 5 velocidades | Manual, 5 velocidades | Manual, 5 velocidades        | Manual, 5 velocidades        | Manual, 5 velocidades            | Manual, 5 velocidades            | Manual, 5 velocidades | Manual, 5 velocidades | Manual, 5 velocidades | Manual, 5 velocidades |
| Aceleración (0-100 Km/h)       | 14.3 s                | 12.3 s                | 14.9 s                       | 13.2 s                       | 10.7 s                           | 10.8 s                           |                       |                       |                       |                       |
| Velocidad máxima               | 159 Km/h              | 170 Km/h              | 157 Km/h                     | 168 Km/h                     | 179 Km/h                         | 175 Km/h                         |                       |                       |                       |                       |
| Consumo combinado (L/100 Km/h) | 7.5                   | 6.2                   | 9.0                          | 7.6                          | 6.2                              | 6.0                              |                       |                       |                       |                       |

| Periodo                        | 2012-2015                                                 | 2015-presente                                             | 2012-2015                                                 | 2015-presente                                             |
| Tipo de motor                  | L4 8v, inyección directa, common-rail, turbo, intercooler | L4 8v, inyección directa, common-rail, turbo, intercooler | L4 8v, inyección directa, common-rail, turbo, intercooler | L4 8v, inyección directa, common-rail, turbo, intercooler |
| Diámetro x carrera             | 76.0 mm x 80.5 mm                                         | 76.0 mm x 80.5 mm                                         | 76.0 mm x 80.5 mm                                         | 76.0 mm x 80.5 mm                                         |
| Cilindrada                     | 1461 cm³                                                  | 1461 cm³                                                  | 1461 cm³                                                  | 1461 cm³                                                  |
| Relación de compresión         | 15.5: 1                                                   | 15.5: 1                                                   | 15.5: 1                                                   | 15.5: 1                                                   |
| Potencia máxima: CV (kW) @ rpm | 75 CV (55 kW) @ 4000                                      | 75 CV (55 kW) @ 4000                                      | 90 CV (66 kW) @ 3750                                      | 90 CV (66 kW) @ 3750                                      |
| Par máximo: Nm @ rpm           | 180 Nm @ 1750                                             | 180 Nm @ 1750                                             | 200 Nm @ 1750                                             | 200 Nm @ 1750                                             |
| Tracción                       | Delantera                                                 | Delantera                                                 | Delantera                                                 | Delantera                                                 |
| Transmisión                    | Manual, 5 velocidades                                     | Manual, 5 velocidades                                     | Manual, 5 velocidades                                     | Manual, 5 velocidades                                     |
| Aceleración 0–100 km/h         | 15.9 s                                                    | 15.5 s                                                    | 13.6 s                                                    | 13.3 s                                                    |
| Velocidad máxima               | 150 Km/h                                                  | 152 Km/h                                                  | 162 Km/h                                                  | 163 Km/h                                                  |
| Consumo combinado (L/100 Km/h) | 4.5                                                       | 4.2                                                       | 4.5                                                       | 4.2                                                       |